# Ford-Werke

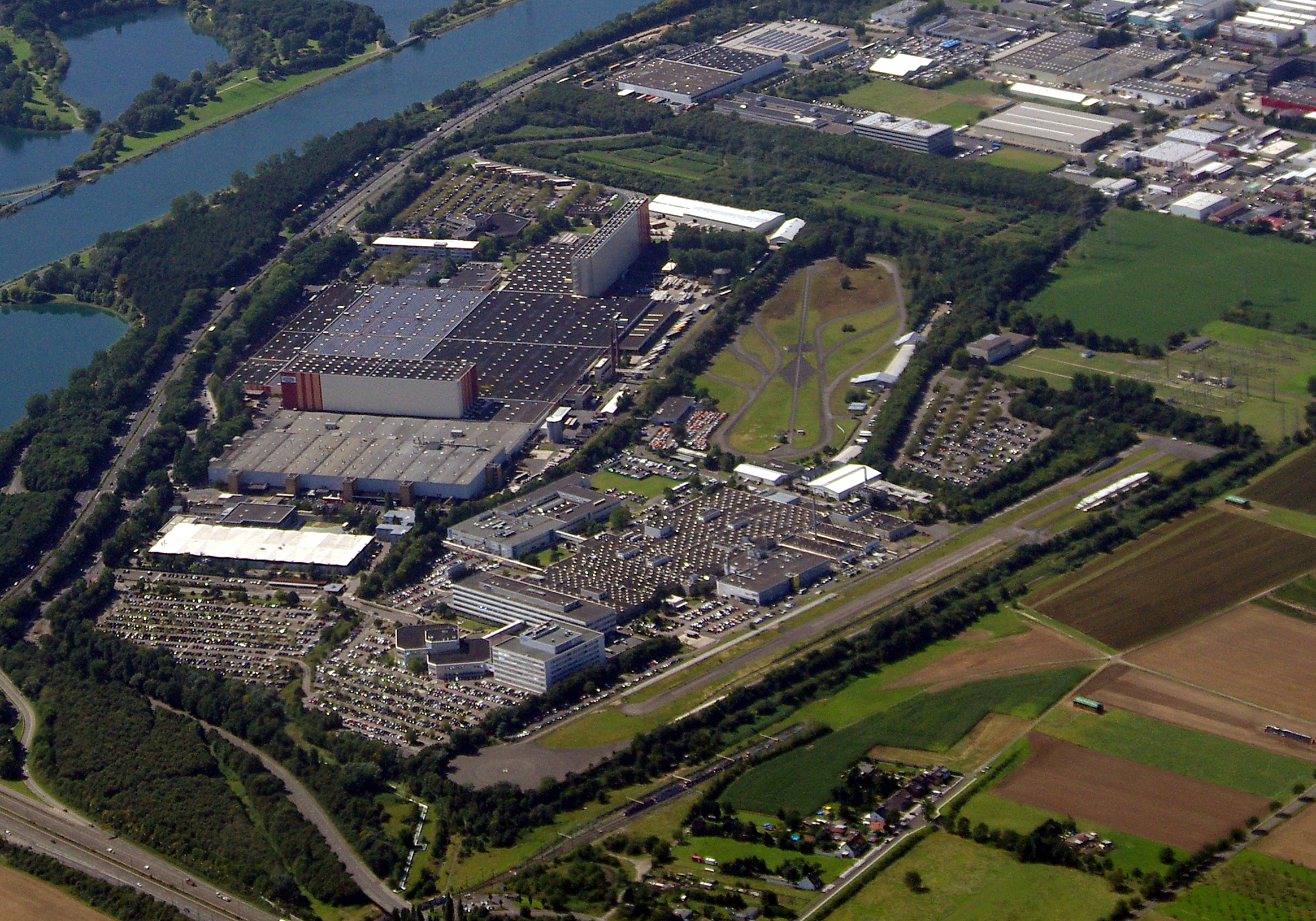
Ford-Entwicklungszentrum und europäisches Teilevertriebszentrum in Köln-Merkenich (August 2012)

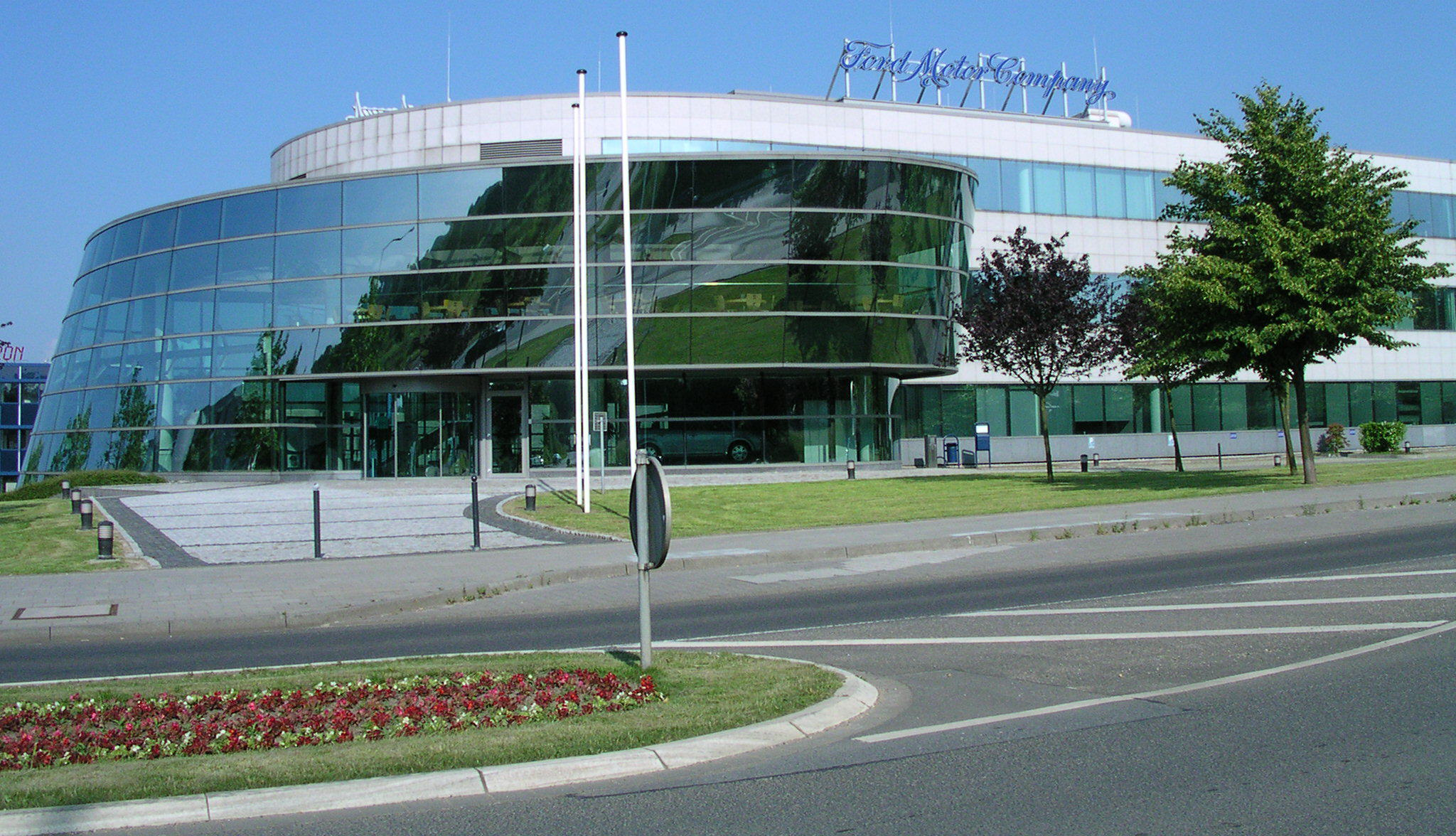
Ford-Forschungszentrum in Aachen (2006)

Die Ford-Werke GmbH ist eine Tochtergesellschaft der US-amerikanischen Ford Motor Company.
Zur Ford-Werke GmbH gehören neben dem Stammwerk in Köln-Niehl (seit 1998 auch Sitz von Ford of Europe), in dem der Fiesta und die Ein-Liter-EcoBoost-Motoren gebaut wurden, ein Entwicklungs- und Ersatzteilzentrum in Köln-Merkenich, das Werk Saarlouis, das den Focus produziert, das Testgelände bei Lommel in Belgien sowie das Werk in Almussafes bei Valencia (Spanien, 2022 etwa 6000 Mitarbeiter) mit seiner Produktion der Modelle Mondeo, Galaxy, S-Max, Kuga, Transit Connect/Tourneo Connect und den Zweiliter-EcoBoost-Motoren. Die Produktion von Automobilen soll im Werk Saarlouis (4600 Mitarbeiter) im Jahr 2025 eingestellt werden, wobei noch keine Entscheidung zu einer Nachnutzung der Räumlichkeiten gefallen ist. Der Focus soll zu diesem Zeitpunkt eingestellt und durch ein Elektromodell ersetzt werden, das in Valencia vom Band laufen soll.
Nach 51 Jahren stellte das belgische Werk Genk am 18. Dezember 2014 die Produktion ein. Standorte von Ford of Europe sind das Motorenwerk Bridgend in Wales sowie das Werk von Ford Romania in Craiova, das den EcoSport, Puma und auch Einliter-EcoBoost-Motoren herstellt. Nachdem das Fiat-Werk in Tychy (Polen) den Ka ab 2008 im Lohnauftrag gefertigt hatte, lief der Nachfolger Ka+ für den europäischen Markt seit 2016 im neuen Werk Sanand (Indien, Distrikt Ahmedabad) vom Band.
Mitte 2024 wurde das Ford-Forschungszentrum in Aachen nach fast 30 Jahren geschlossen.

## Geschichte

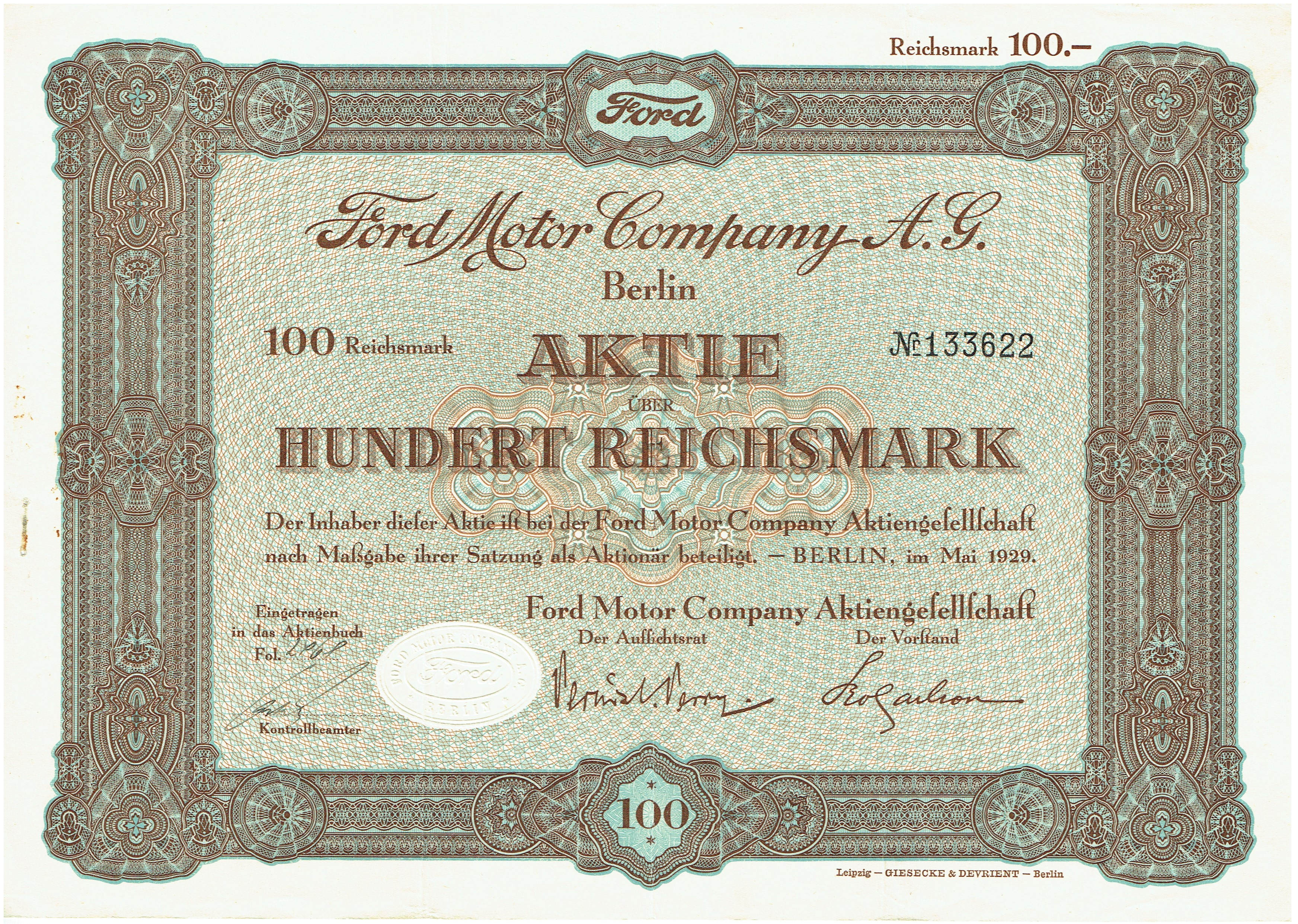
Aktie über 100 RM der Ford Motor Company AG vom Mai 1929

### Gründung in Berlin
Am 17. August 1925 wurde im Deutschen Reich die 1920 erlassene Einfuhrsperre für ausländische Automobile aufgehoben. Bereits am 18. August 1925 wurde die Ford Motor Company Aktiengesellschaft ins Handelsregister von Berlin eingetragen. Am 2. Januar 1926 mietete die Firma die Lagerhalle 2 der BEHALA am Becken II des Westhafens in Moabit. Bis zu 300 Arbeiter montierten ab dem 8. April jenes Jahres zunächst T-Modelle aus zugelieferten Teilen, die auf an die Ringbahn angeschlossenen Gleisen verladen wurden. Ab 1928 wurde auch das Modell A dort gebaut. Insgesamt verließen rund 37.000 Fahrzeuge das Werk bis zu dessen Aufgabe im April 1931.
Dem Import fertiger Autos standen hohe Schutzzölle im Weg; für „schmiedeeiserne Teile“ gab es einen niedrigeren Zolltarif, den sogenannten „Milchkannentarif“. Das Zusammenschrauben von Autos aus importierten Bausätzen heißt im Branchenjargon CKD, SKD oder MKD (siehe Completely Knocked Down); es wird bis heute praktiziert.

### Umzug nach Köln
Am 28. Oktober 1929 unterzeichnete der Kölner Oberbürgermeister Konrad Adenauer den Vertrag über den Bau des Ford-Werkes auf einem 170.000 Quadratmeter großen Gelände in Köln-Niehl. Seine Errichtung kostete 12 Millionen Reichsmark. Es war ursprünglich für eine Jahresproduktion von bis zu 250.000 Fahrzeugen ausgelegt. Der Unternehmenssitz wurde 1930 von Berlin nach Köln verlegt. Henry Ford nahm am 2. Oktober 1930 an der Grundsteinlegung teil. Am 4. Mai 1931 startete mit 619 Beschäftigten die Produktion des Modell A. Bereits drei Wochen nach der Eröffnung schloss das Werk wegen der Weltwirtschaftskrise und der Deutschen Bankenkrise. Kurz darauf wurde die Produktion jedoch fortgesetzt; 1931 liefen mehr als 6.000 Fahrzeuge vom Band. 1932 wurde das Ford Modell B (zweite Generation) in den USA eingeführt; im Sommer 1932 rollte der erste Ford B unter dem Namen „Ford Rheinland“ in Köln vom Band.

### In der Zeit des Nationalsozialismus

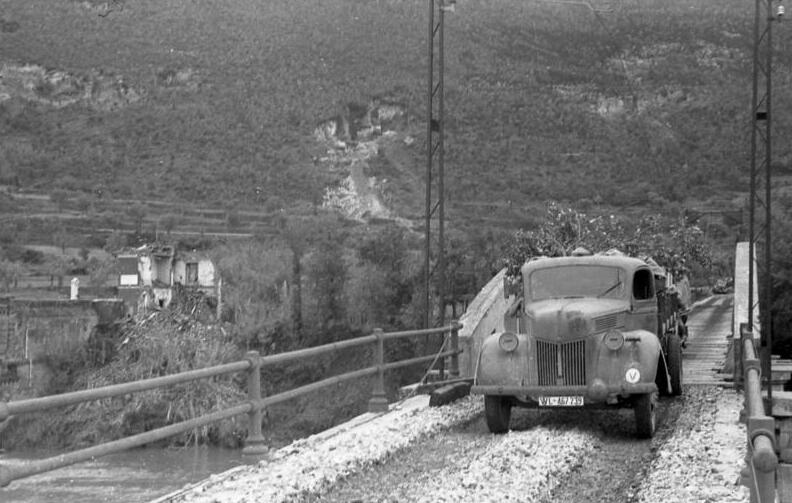
Ford-Lkw der Luftwaffe (1943)

Im Deutschen Reich gebaute Ford-Pkw waren ab 1933 als „Deutsches Erzeugnis“ gekennzeichnet

1932 rollte der erste Ford Köln vom Band; 1935 gefolgt vom Ford Eifel, von dem bis zum Kriegsbeginn rund 62.000 Fahrzeuge gebaut wurden. In den 1930er-Jahren lag Ford hinter Opel, der Auto Union AG und Daimler-Benz auf Rang vier der Zulassungsstatistik. Als Nachfolger des Ford Eifel kam 1939 der Taunus G93A („Buckeltaunus“) auf den Markt. Kurz darauf musste Ford auf staatlichen Druck die Produktion privater Pkw einstellen und fertigte nur noch Fahrzeuge für die Wehrmacht.
Ab 1939 firmierte Ford Deutschland als Ford-Werke AG. Während des Zweiten Weltkrieges produzierten Ford-Werke in Deutschland (Köln und Berlin-Johannisthal (Ambi-Budd)), den Niederlanden (Amsterdam) und Frankreich (Automobilwerk Poissy der Ford Société Anonyme sowie als Subunternehmer die Société des Usines Chausson in Gennevilliers) viele Fahrzeuge der deutschen Wehrmacht, insbesondere Lkw (Typ B/V 3000), schwere Einheits-PKW und Halbkettenfahrzeuge („Maultier“). Ford erklärte, die Kontrolle über die deutschen Werke verloren zu haben, wohl um sich des Makels zu entledigen, sein Unternehmen habe womöglich auf beiden Seiten des Atlantiks vom Zweiten Weltkrieg profitiert. Tatsache ist, dass bis zur Kriegserklärung Deutschlands an die USA im Dezember 1941 annähernd die Hälfte der Aktien in deutscher Hand waren und die Werke ab diesem Zeitpunkt durch den Reichskommissar für die Behandlung feindlichen Vermögens – Johannes Krohn – verwaltet wurden. Die Machthaber im Dritten Reich verboten die Benutzung des Ford-Logos, stattdessen prangte während und kurz nach dem Zweiten Weltkrieg der Kölner Dom auf dem Kühlergrill der Ford-Modelle. Als der Luftkrieg im Zweiten Weltkrieg von britischen und amerikanischen Streitkräften ab 1943 verstärkt gegen Industrieanlagen geführt wurde, gerieten auch die Kölner Ford-Werke ins Visier. Ein Angriff vom 18. Oktober 1944 betraf vor allem das Testgelände und Unterkünfte von Arbeitskräften. Größere Schäden erlitten die Werksanlagen während der Schlacht um Köln (5. bis 7. März 1945). Truppen der Wehrmacht beschossen vom rechten Rheinufer aus mit ihrer Artillerie US-Truppen.
Nach Angaben der Ford Motor Company Archives wurden in den deutschen Ford-Werken ausländische Arbeitskräfte aus Ost- und Westeuropa (meist Zwangsarbeiter: Kriegsgefangene, italienische Militärinternierte und Häftlinge aus dem Konzentrationslager Buchenwald) zur Arbeit eingesetzt.

### Nachkriegszeit

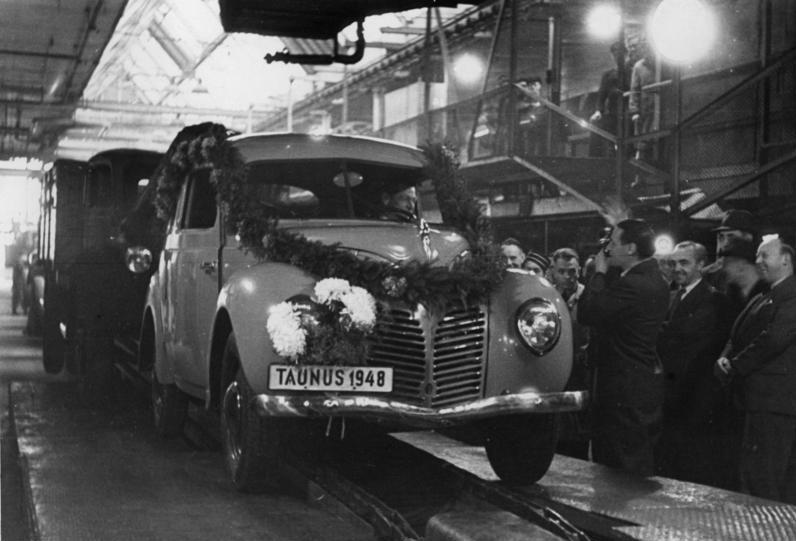
Erster Ford Taunus am 23. November 1948 in Köln

Aktie über 100 DM der Ford-Werke AG vom August 1950

Ford-Zeichen von 1950

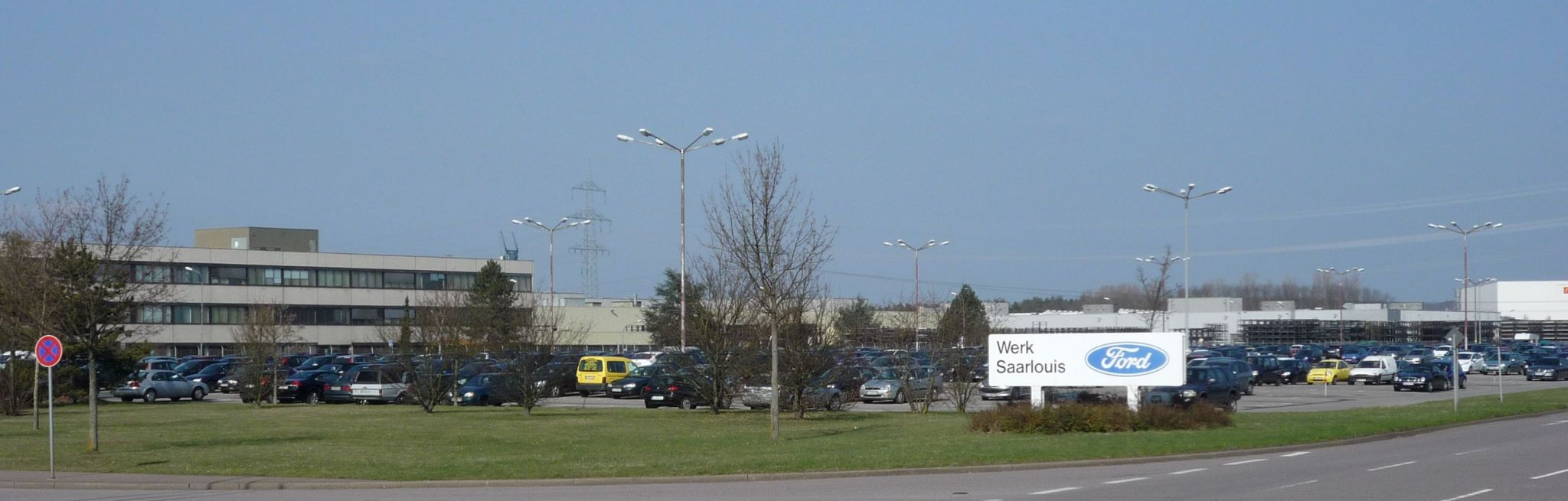
Ford-Werk in Saarlouis (2012)

Am Tag der deutschen Kapitulation lief die Produktion von Lastkraftwagen, Motoren und Ersatzteilen wieder an. Pkw durften nicht produziert werden, dies war gemäß alliierter Absprache zunächst ausschließlich den Briten vorbehalten. Ab November 1948 stellte Ford in Köln das Vorkriegsmodell des „Buckeltaunus“ wieder her. Die erste deutsche Ford-Neukonstruktion nach dem Zweiten Weltkrieg, der „Weltkugeltaunus“ (Taunus 12M – Meisterstück), folgte im Januar 1952. 1958 wurde mit 128.000 produzierten Fahrzeugen erstmals eine sechsstellige Produktionszahl erreicht, zu diesem Zeitpunkt arbeiteten mehr als 10.000 Menschen bei Ford in Köln. Ein akuter Arbeitskräftemangel veranlasste Ford zu Beginn der 1960er-Jahre zur Anwerbung türkischer Gastarbeiter. Die IG Metall reagierte auf den unterdurchschnittlichen gewerkschaftlichen Organisationsgrad mit einer gezielten Kampagne: der Ford-Aktion (1960–1966). Da der Platz in den Kölner Produktionshallen nicht mehr ausreichte und der Ankauf eines neuen Werksgeländes im Ruhrgebiet in Hamm scheiterte, errichtete Ford ein neues Werk nahe der belgischen Kleinstadt Genk; Mitte der 1960er-Jahre kam im belgischen Lommel ein neues Testgelände hinzu. 1965 wurden erstmals mehr als 500.000 Fahrzeuge produziert; im selben Jahr nahm das Unternehmen in Köln-Merkenich ein neues Forschungszentrum in Betrieb. 1967 wurde Ford Deutschland zusammen mit Ford of Britain in Ford of Europe überführt. Der Sitz blieb in Köln, die Geschäftsführung residierte von 1966 bis Mitte der 1980er-Jahre im so genannten „Ford-Hochhaus“ in Köln-Deutz. 1970 wurde das Werk in Saarlouis eröffnet.
1972 beschäftigte Ford 54.300 Mitarbeiter und erzielte einen Jahresumsatz von 5,8 Milliarden DM. Vom 24. bis zum 30. August 1973 kam es im Kölner Ford-Werk zu einem wilden Streik, mit dem vor allem türkische Beschäftigte gegen die fristlose Entlassung von 300 Kollegen, gegen hohe Bandgeschwindigkeiten und für höhere Löhne kämpften. 1990 gehörten 50.100 Mitarbeiter dem Unternehmen in Deutschland an und der Jahresumsatz betrug 20,754 Milliarden DM. Am 20. Oktober 1977 zerstörte ein Großbrand etwa 75 % des zentralen Ford-Ersatzteillagers in Köln-Merkenich und verursachte Schäden von 370 Millionen Mark. Es handelte sich um den bislang größten Einzelschaden in der Geschichte der deutschen Feuerversicherung. Mit Hilfe der übrigen europäischen Ford-Ersatzteilzentren und des erhalten gebliebenen Rechenzentrums konnten die Teilelieferungen bereits zwei Tage nach dem Brand wieder aufgenommen werden; allerdings sind viele Teile für ältere Pkw-Modellreihen seitdem nicht mehr lieferbar. 1994 wurde in Aachen das Ford Forschungszentrum (FFA) angesiedelt, wo rund 250 Mitarbeiter bis 2024 an der Entwicklung alternativer Antriebe, neuer Motorengenerationen und aktiver Fahrwerksysteme wie beispielsweise der Fahrzeug-zu-Fahrzeug-Kommunikation arbeiteten. Es war das einzige Forschungszentrum des Ford-Konzerns außerhalb von Detroit.

### Von der Aktiengesellschaft zur GmbH
Die heutige Ford-Werke GmbH entstand aus der Umwandlung der Rechtsform in eine Gesellschaft mit beschränkter Haftung am 26. November 2004. Dies erfolgte 2002 nach einem Ausschluss von Minderheitsaktionären („Sqeeze-out“), in dem die Ford Deutschland Holding GmbH über 95 % der Anteile der deutschen Ford-Werke-AG-Aktien erwarb.
Ende 2004 beschäftigte Ford in Deutschland rund 28.000 Mitarbeiter. Im Oktober 2009 waren in Köln über 17.000 und in Saarlouis 6500 Mitarbeiter beschäftigt. Insgesamt arbeiteten rund 29.000 Menschen für die Ford-Werke GmbH, die jährlich über eine Million Fahrzeuge produzierten und 2008 einen Jahresumsatz von 19,762 Milliarden Euro erwirtschafteten. 2022 arbeiten im Werk Saarlouis noch 4600 Menschen. 2025 soll dort die Produktion des Focus mit Verbrennungsmotor auslaufen. Das Ford-Management hat im Juni 2022 entschieden, eine Elektroauto-Plattform in dem Werk in Valencia (Spanien) zu bauen, nicht in Saarlouis. Im direkten Umkreis der Produktionsstätten in Köln und Saarlouis haben sich viele Zulieferer in Industrieparks angesiedelt (z. B. Benteler, Faurecia, Lear, HL Logistics, Ferrostaal Automotive), bei denen jeweils weitere 2000 Mitarbeiter beschäftigt sind.
2015 war Ford mit 25.426 Beschäftigten der drittgrößte US-amerikanische Arbeitgeber in Deutschland. Nach schweren Verlusten 2018 kündigte die in Köln sitzende Zentrale von Ford Europa Werksschließungen und eine Verkleinerung um 12.000 Beschäftigte an, wobei 3200 der in Deutschland abzubauenden 5400 Arbeitsstellen bis Juli 2019 bereits entfallen seien. Bis Ende 2019 war der Stellenabbau hier auf 4000 fortgeschritten; 1000 Mitarbeiter waren (Stand Dezember 2019) insbesondere im Prototypen- und Werkzeugbau in Kurzarbeit, weil es an neuen Modellen mangelt und die Fertigung des Streetscooter pausiert. Am 15. September 2023 meldete die Nachfolgegesellschaft des Streetscooter, B-ON Insolvenz an.

### Straffung der Modellpalette und Entwicklung zum Elektroautoproduzenten
Gegen Ende der 2010er-Jahre begann Ford Europe das bisherige Modellangebot stark auszudünnen. So wurden bis 2024 der Ka+, der Fiesta, der EcoSport, der Edge, die Vans B-Max, C-Max, Grand C-Max, S-Max und Galaxy sowie das langjährige Mittelklassemodell Mondeo ersatzlos eingestellt. Der Focus soll Ende 2025 folgen. Es verblieben (Stand Juli 2024) neben dem Focus die SUVs Puma und Kuga sowie einige Transporter und direkt aus den USA importierte Exoten.

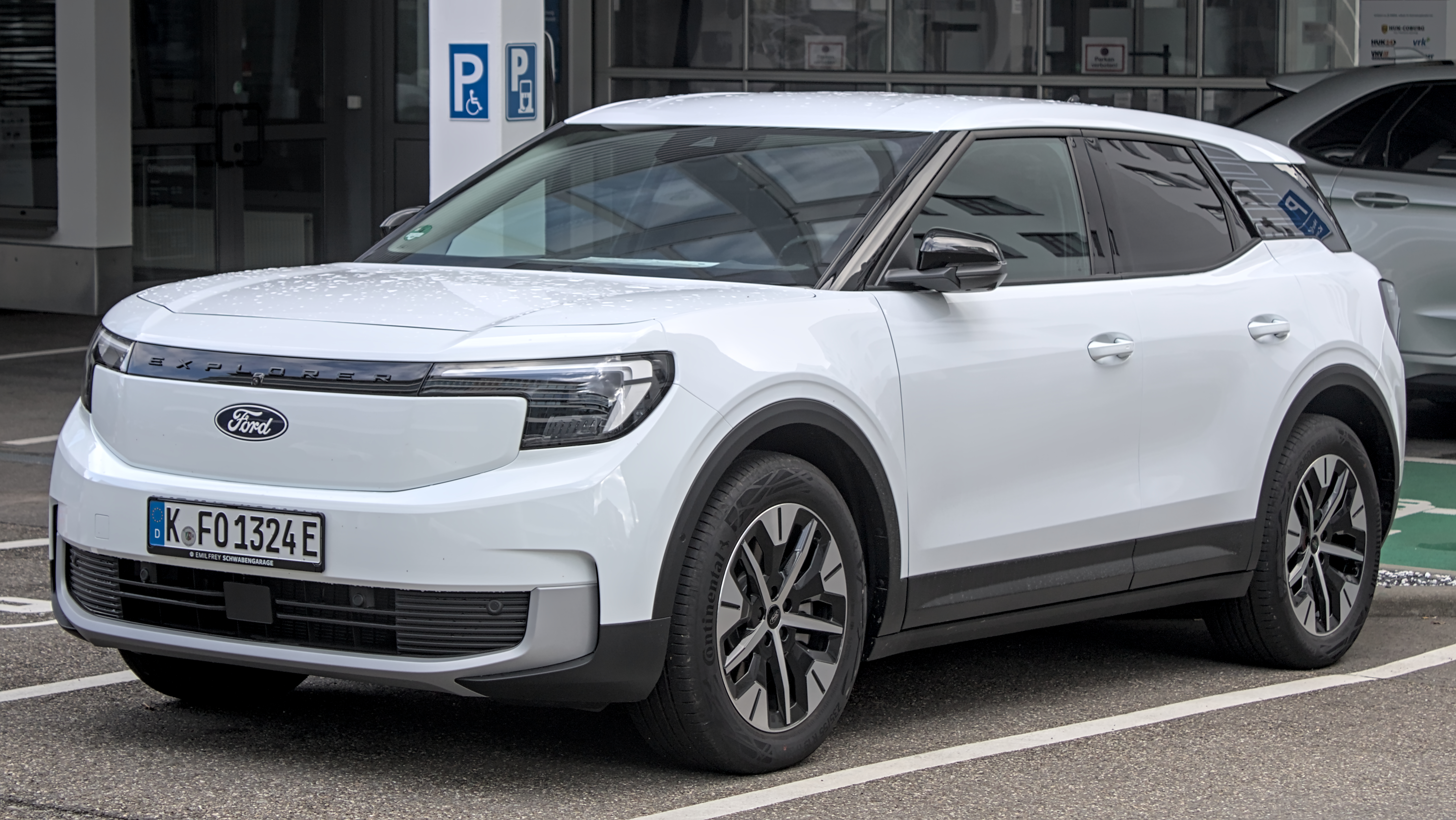
Elektroauto Explorer (2024)

2020 führte Ford mit dem Mustang Mach-E, ein SUV-Coupé, erstmals ein reines Elektromodell ein. Seit 2024 rollen am Standort Köln die ersten europäischen Elektroautos von Ford von Band. Mitte dieses Jahres wurde der vollelektrische Explorer eingeführt. Ein Capri genanntes, etwas größeres Modell folgte Ende 2024. Ford verwendet dabei die Elektro-Plattform „MEB“ des Volkswagen-Konzerns, dafür sollten in den Jahren 2021 bis 2023 eine Milliarde Dollar am Standort investiert werden. Ab dem Jahr 2030 soll es bei Pkws ausschließlich rein batterieelektrische Fahrzeuge geben, dann will Ford in Europa auch keine Plug-in-Hybride mehr verkaufen.

## Nutzfahrzeuge
Die 1926 in Berlin begonnene und 1931 nach Köln verlagerte Lkw-Fertigung in Deutschland wurde 1961 wegen chronisch sinkender Verkaufszahlen eingestellt. Vor allem die von Ford 1955 neu entwickelten, ventillosen Zweitakt-Dieselmotoren vermochten die Kunden nicht zu überzeugen, da sie technisch noch nicht ausgereift waren, als sie auf den Markt kamen, und den bis dahin guten Ruf von Ford-Lkw deswegen gründlich ruinierten. Die ab den 1970er-Jahren gemachten Versuche, mit im Ausland gefertigten Lastwagen (z. B. Ford Transcontinental (ab 1975) und Ford Cargo (ab 1981)) wieder in Deutschland Fuß zu fassen, blieben erfolglos, so dass sich Ford hier bis 1996 erneut aus dem Markt für schwere Lkw zurückzog (siehe auch Hauptartikel Ford Nutzfahrzeuge).

## Neuzulassungen

### Neuzulassungen von Ford-Pkw in Deutschland
| Jahr | Einheiten | Marktanteil |
| ---- | --------- | ----------- |
| 2024 | 99.554    | 3,5 %       |
| 2023 | 116.578   | 4,1 %       |
| 2022 | 131.256   | 5,0 %       |
| 2021 | 126.358   | 4,8 %       |
| 2020 | 194.250   | 6,7 %       |
| 2019 | 279.719   | 7,8 %       |
| 2018 | 252.323   | 7,3 %       |
| 2017 | 246.589   | 7,2 %       |
| 2016 | 239.766   | 7,2 %       |
| 2015 | 224.579   | 7,0 %       |
| 2014 | 209.131   | 6,9 %       |
| 2013 | 197.794   | 6,7 %       |
| 2012 | 206.128   | 6,7 %       |
| 2011 | 230.939   | 7,3 %       |
| 2010 | 198.156   | 6,79 %      |
| 2009 | 290.620   | 7,63 %      |
| 2008 | 217.305   | 7,03 %      |
| 2007 | 213.873   | 6,79 %      |
| 2006 | 243.845   | 7,03 %      |
| 2005 | 246.814   | 7,38 %      |
| 2004 | 243.930   | 7,47 %      |
| 2003 | 235.279   | 7,27 %      |

Quelle:

### Neuzulassungen von Ford-Pkw im Deutschen Reich von 1933 bis 1938
| Jahr | Zulassungszahlen |
| ---- | ---------------- |
| 1933 | 3.996            |
| 1934 | 6.699            |
| 1935 | 8.087            |
| 1936 | 11.721           |
| 1937 | 16.139           |
| 1938 | 17.366           |

Quelle:

## Typenübersicht der Ford-Pkw in Deutschland
| Bauzeit Produzierte Fahrzeuge | Baureihe                 | Anmerkung | Bild |
| ----------------------------- | ------------------------ | --- | ---- |
| Kleinstwagen                  |                          | |      |
| 1996–2008 1.400.000           | Ka                       | Basis der ersten Generation des Ka war der Fiesta ’96. |      |
| 2003–2005 37.076              | StreetKa                 | Zweisitziges Cabriolet auf Basis des ersten Ka |      |
| 2008–2016 514.287             | Ka II                    | Zweite Generation des Kleinstwagens auf Basis des 2007 neuen Fiat 500 |      |
| 2016–2020                     | Ka+                      | Bei der dritten Ka-Generation griff Ford auf die sogenannte B-Plattform zurück, auf der auch die Modelle B-Max, EcoSport und Fiesta aufbauen. Ähnlich wie Fiesta und Focus wird es als Weltauto auf vielen Märkten nahezu baugleich angeboten. |      |
| Kleinwagen                    |                          | |      |
| 1976–1983                     | Fiesta ’76/’82           | Im Frühjahr 1976 startete die erste Generation des Ford-Kleinwagens. Mitte 1981 wurde er leicht überarbeitet, zum Beispiel bekam er Stoßstangen mit Kunststoffecken. |      |
| 1983–1989                     | Fiesta ’84               | Die zweite Generation wurde ab August 1983 gebaut und grenzt sich mit rundlicher gestalteter Front, anderer Innenausstattung und verbesserter Technik vom Vorgänger ab. Zudem waren erstmals ein Fünfganggetriebe, ein Dieselmotor sowie ein geregelter Katalysator verfügbar. |      |
| 1989–1996                     | Fiesta ’89               | Neuentwicklung mit modernem Fahrwerk, neuen Motoren und vielen technischen Neuerungen wie ABS, Servolenkung, Airbag und Klimaanlage. Der Fiesta ’89 wurde parallel zu dem im Herbst 1995 erschienenen Nachfolger noch bis Sommer 1996 lang als günstige Einstiegsversion Classic angeboten. |      |
| 1995–2001                     | Fiesta ’96/’99           | Die vierte Generation hatte weitgehend die gleiche Bodengruppe, unterschied sich jedoch durch neue Karosserieform, neuem Innenraum und neuen Motoren vom Vorgänger. Mit dem Facelift im Spätsommer 1999, das geänderte Scheinwerfer sowie umgestalteten Kühlergrill entsprechend dem neuen New-Edge-Design brachte, führte Ford den Fiesta als fünfte Generation. Beide Fahrzeuge waren auch als Mazda 121 erhältlich. |      |
| 2001–2008                     | Fiesta ’02/’05           | Sechste Generation, völlig neu konstruiert, nun mit modernen Direkteinspritzer-Dieselmotoren. Außerdem gab es wie beim Focus eine Sportversion mit dem Zusatz ST. Im Herbst 2005 gab es ein Facelift. |      |
| 2008–2017                     | Fiesta ’09               | Siebte Generation. Teile der Bodengruppe, des Fahrwerks und einige Technikteile wurden vom Vorgänger übernommen, der Rest neu entwickelt. Als Basis diente die Studie Verve, an die sich die Designzüge des Serienfahrzeugs stark anlehnen. Wurde als Ford Fiesta RS WRC ab 2011 in der Rallye-Weltmeisterschaft eingesetzt. Im Herbst 2012 erfolgte ein Facelift, was dem Fiesta eine geänderte Form sowie technische Neuerungen einbrachte. |      |
| 2017–2023                     | Fiesta '18               | Die achte Generation kam im September 2017 auf den Markt. Folgende Ausstattungsvarianten wurden angeboten: Trend, Cool&Connect, Titanium, ST-Line, Active und Vignale. Optional war der Fiesta der achten Generation mit LED-Scheinwerfern ausgestattet. Der Fiesta ST wurde ab Herbst 2018 verkauft. Der Motor des Fiesta ST bekam einen 3-Zylinder mit Zylinderabschaltung und leistete 200 PS. Serienmäßig bekam der Fiesta ST eine Klappenauspuffanlage, unterschiedliche Fahr-Modi und optional konnte eine mechanische Differentialsperre bestellt werden. Die Produktion des Fiesta endete am 7. Juli 2023 ohne Nachfolgemodell. |      |
| Minivan                       |                          | |      |
| 2002–2012                     | Fusion                   | Minivan auf Basis des Fiesta ’02. Wie dieser erhielt er im Herbst 2005 ein Facelift. |      |
| 2012–2017                     | B-MAX                    | Minivan auf Basis des Fiesta ’09. Im Vergleich zum Vorgänger Fusion kam der B-MAX ohne B-Säulen aus, was einen leichteren Einstieg ins Fond ermöglichte. |      |
| Kompaktklasse                 |                          | |      |
| 1967–1974 2.140.000           | Escort ’68               | Der in Großbritannien als Nachfolger des Anglia entwickelte „Hundeknochen“-Escort wurde ab Ende 1967 produziert und als Limousine und Kombi angeboten. Ab 1973 gab es ihn auch als RS 2000 mit 74 kW (100 PS). |      |
| 1974–1980 1.607.000           | Escort ’75               | Überarbeitete Karosserie mit neuem Kühlergrill und der Technik des Vorgängers. Der RS 1800 war die Basis für die Weltmeisterautos von Björn Waldegård und Ari Vatanen. |      |
| 1980–1985                     | Escort ’81               | Mit Quermotor und Frontantrieb neu konstruiert. 1983 folgten der fünftürige Turnier, das Stufenheck mit dem Namen Orion und das Cabriolet. Drei Sportversionen (XR3(i), RS1600i und RS Turbo) waren ebenfalls im Angebot. |      |
| 1983–1985                     | Orion ’83                | Viertürige Stufenheckvariante des Escort ’81. Die Benennung Orion und kleine Änderungen im Erscheinungsbild ließen ihn als ein eigenständiges Modell erscheinen. |      |
| 1986–1990                     | Escort ’86               | Anfang 1986 erfolgte ein starkes Facelift (Karosserie und Innenraum) mit einer Menge technischer Neuerungen. Viele Karosserieteile wurden verändert, die passive Sicherheit erhöht sowie die Rostvorsorge, das Fahrwerk und die Motoren verbessert. Einige Motorvarianten waren nun auch mit einem geregelten Abgaskatalysator erhältlich. Der Innenraum wurde überarbeitet und dem des Sierra und des Scorpio angeglichen. Der XR3i und der RS Turbo waren weiterhin die Topmodelle der Baureihe. |      |
| 1986–1990                     | Orion ’86                | Escort '86 mit Stufenheck. Auch hier wies die Front durch eine leicht geänderte geometrische Form des Kühlergrills auf den von Ford als eigenständig positionierten Orion hin. |      |
| 1990–1995                     | Escort ’91/’93           | Mit neuer Bodengruppe und anderer Hinterachse neu entwickelt. Erstmals sind mit dem Zetec und dem RS2000 moderne 16-Ventil-Motoren erhältlich. Topmodell ist der RS Cosworth, der als Homologationsmodell für den Rallyesport die Bodengruppe und den Allradantrieb des Sierras hat. Im Herbst 1992 wurde die Baureihe mit einem Facelift aufgefrischt. |      |
| 1990–1993                     | Orion ’91                | Gleichzeitig erschienene Stufenheckvariante des Escort ’91. Auch dieser Orion bekam im Herbst 1992 bereits das Facelift parallel zum Escort ’93. Ab Anfang 1994 wurde er als Escort angeboten. |      |
| 1995–2000                     | Escort ’95               | Letztes und umfangreiches Facelift des Escort ’91. Die fünftürige Schräghecklimousine und der Turnier wurden ab Oktober 1998 als Escort Classic neben dem Nachfolger Focus noch zwei Jahre weitergebaut. |      |
| 1998–2004                     | Focus ’98                | Im Herbst 1998 erschien der Nachfolger des Escort im New Edge Design und war 2000 und 2001 das meistverkaufte Automodell weltweit. Zunächst wurde er als drei- oder fünftürige Schrägheck-Limousine eingeführt, während Stufenheck und Turnier Anfang 1999 folgten. Das Fahrzeug wurde ab 1999 als Ford Focus WRC in der Rallye-Weltmeisterschaft eingesetzt. Eine Modellpflege wurde im Herbst 2001 durchgeführt. |      |
| 2004–2010                     | Focus ’04                | Im Herbst 2004 präsentierte Ford die zweite Generation des Focus. Die Karosserievielfalt war auch hier groß, wobei sie Anfang 2007 noch um ein Coupé-Cabriolet erweitert wurde, der zum ersten offenen Ford in der Kompaktklasse seit dem 1998 eingestellten Escort Cabrio wurde. Ende 2007 wurden alle Modelle der Baureihe einem Facelift unterzogen. |      |
| 2011–2018                     | Focus ’11                | Die dritte Generation des Kompaktwagens, die sowohl in Europa als auch den USA eingeführt wurde. Die Karosserievielfalt beschränkt sich auf ein fünftüriges Schrägheck, ein Stufenheck sowie dem Kombi Turnier. Als weitere Neuheit wurden im Frühjahr 2012 neue EcoBoost-Motoren eingeführt. Sie haben einen Turbolader und Benzin-Direkteinspritzung. Im Herbst 2014 wurde er äußerlich und technisch modernisiert. |      |
| seit 2018                     | Focus '18                | Die vierte Generation wurde im April 2018 vorgestellt. Es gab sie wieder mit Schrägheck, Stufenheck und als Kombi (Turnier). Bei der Präsentation wurden die Ausstattungsvarianten ST-Line, Titanium, Vignale und Active (Crossover Modell) vorgestellt, das Sportmodell ST folgte etwa ein Jahr später. Der Focus kann erstmals mit einem Head-up-Display bestellt werden. Auch der Focus '18 sollte als RS verfügbar sein. |      |
| Mittelklasse                  |                          | |      |
| 1939–1942/ 1948–1952          | Taunus G93A              | Der „Buckel-Taunus“, ein Mittelklassewagen, der zwischen dem kleinen Ford Eifel und dem großen Ford V8 angeboten wurde. Man wählte eine Bauart, bei der die Karosserie mit dem Rahmen verschweißt ist. Stilistisch lehnte er sich an den amerikanischen Lincoln-Zephyr an. Nach dem Krieg letzter deutscher Pkw mit starrer Vorderachse. |      |
| 1952–1959 375.116             | Taunus 12M/15M           | Der „Weltkugel“-Taunus mit dem Motor des Vorgängers. Ab 1955 mit neuem 1,5-Liter-Ottomotor auch als 15m erhältlich. Weitere Karosserieversionen waren Cabrio, Turnier und Kastenwagen. |      |
| 1959–1962 245.614             | Taunus 12M               | Überarbeitete Ausgabe des „Weltkugel“-Modells, der auch „Streifentaunus“ genannt wurde. Als Taunus 12M Super auch mit 1,5-Liter-Motor. |      |
| 1962–1966 672.295             | Taunus 12M (P4)          | Erster Ford mit Frontantrieb. Unter dem Namen Ford Cardinal in den USA für den dortigen Markt als Gegenstück zum VW Käfer entwickelt, wurde aber in Europa produziert. Außer als Limousine auch als Cabrio, Coupé und Turnier im Angebot. |      |
| 1966–1970 668.187             | Taunus 12M/15M (P6)      | Nachfolger des P4 mit den gleichen V4-Ottomotoren und Frontantrieb. Bis August 1967 hießen die Wagen „Taunus“ 12M/15M, danach entfiel der Zusatz „Taunus“ und sie hießen 12M/15M. Außer als zwei- oder viertürige Limousine war er auch als Coupé und Turnier erhältlich. |      |
| 1970–1975                     | Taunus TC ’71/’74        | Der Taunus TC kam auf gemeinsamer Plattform mit der dritten Generation des britischen Parallelmodells Cortina auf den Markt und wird daher Taunus TC genannt. Wegen der charakteristischen Frontpartie, die vom damaligen Ford-Vorstandsvorsitzenden Semon E. Knudsen initiiert war, auch „Knudsen-Taunus“ genannt. Neue Motoren und Hinterradantrieb. Auch als Coupé und Turnier. |      |
| 1976–1982                     | Taunus TC ’76/’80        | Ab Anfang 1976 äußerlich gestrafftes Modell, auch die Karosserie baugleich mit der des Cortina. Das Coupé entfiel, Ausstattungen wurden umbenannt. Im Herbst 1979 folgte eine Überarbeitung. Der TC ’80 hatte, obwohl äußerlich fast gleich, eine neue Karosserie. |      |
| 1982–1986                     | Sierra ’82               | Modernere Karosserie und besseres Fahrwerk mit den Motoren des Vorgängers Taunus TC '80. Ab Spätsommer 1982 war zunächst nur die fünftürige Schräghecklimousine erhältlich. Der Turnier folgte Ende 1982 und im Sommer 1983 das dreitürige Schrägheck. Für manche Märkte war zudem der Pick-Up P100 erhältlich. Sportliche Modelle waren der XR4i, der XR4x4 mit Allradantrieb und der RS Cosworth. |      |
| 1987–1993                     | Sierra ’87/’90           | Die Anfang 1987 präsentierte zweite Generation war außer mit Schrägheck und als Kombi erstmals auch mit Stufenheck erhältlich, um konservative Kunden wiederzugewinnen. Zudem wurde die Motorenpalette um den neu entwickelten DOHC-Motor ergänzt. Im Frühjahr 1990 gab es ein Facelift und Ford führte einen moderneren 1,8-l-Dieselmotor ein. |      |
| 1993–1996                     | Mondeo ’93               | Der Mondeo wurde als Weltauto konzipiert. Neu waren im Vergleich zum Sierra quer eingebaute Motoren, die neuen Zetec 16V und Duratec 24V und Frontantrieb. Auf Wunsch war für gab es für die 2,0-Liter-Variante auch Allradantrieb. Als Karosserieversionen wurde eine Schräg- und Stufenhecklimousine sowie ein Kombi angeboten. |      |
| 1996–2000                     | Mondeo ’97               | Äußerlich stark überarbeitete Variante der ersten Generation, die wegen der größeren Unterschiede als zweite Baureihe geführt wird. Obwohl als „Weltauto“ konzipiert, konnte sich der Mondeo außerhalb Europas nie etablieren. 1999 folgte auch die sportliche Variante ST200 mit Stufenheck und als Kombi. |      |
| 2000–2007                     | Mondeo ’01               | Der Mondeo ’01 wurde neu entwickelt mit umfangreichen Verbesserungen und neuen Motoren. Erstmals im New-Edge-Design. Gegen Mitte 2003 und im Herbst 2005 wurden kleine Detailänderungen am Aussehen und auch der Technik durchgeführt. |      |
| 2007–2014                     | Mondeo ’07               | Die vierte Generation basiert auf der gleichen Plattform wie der im Frühjahr 2006 erneuerte Galaxy sowie dessen sportlich betonter Ableger S-Max und ist in allen Abmessungen größer. Ende 2010 wurde der Mondeo überarbeitet und bekam Tagfahrleuchten, zusätzlich standen auch zwei neue Motoren mit Benzin-Direkteinspritzung und Turbolader zur Wahl. |      |
| 2014–2022,                    | Mondeo ’13               | Mit rund einjähriger Verspätung wegen der Schließung des belgischen Werks in Genk im Sommer 2014, kam ab Anfang 2015 die fünfte Generation des Mondeo in den Handel. Neben den neuen EcoBoost-Ottomotoren mit 1,5 und 2,0 l wird im Mondeo auch erstmals ein Hybridantrieb mit zwei Litern Hubraum angeboten. Luxuriöses Topmodell der Reihe ist der Vignale, der im Herbst 2015 erschien. Bei den Karosserievarianten stehen weiterhin Limousinen mit Schräg- oder Stufenheck sowie ein Kombi zur Verfügung. 2022 wurde die Baureihe in Europa ohne Nachfolgemodell eingestellt. Lediglich in China gibt es einen neuen Mondeo.        |      |
| Obere Mittelklasse            |                          | |      |
| 1957–1960 239.987             | Taunus 17M (P2)          | Der Ford P2 war die zweite Neukonstruktion eines PKWs nach dem Zweiten Weltkrieg, der von den deutschen Ford-Werken nach dem kleineren „Weltkugel“-Taunus Ford G13/G4B produziert wurde. Wegen seiner Form wurde er auch „Barocktaunus“ genannt. |      |
| 1960–1964 669.731             | Taunus 17M (P3)          | Fords neue „Linie der Vernunft“ war ein Designmeilenstein. Bekannt auch unter dem Spitznamen „Badewanne“. |      |
| 1964–1967 710.059             | Taunus 17M/20M (P5)      | Den Nachfolger des P3 gab es als 20m auch mit V6-Ottomotor. |      |
| 1967–1971 723.262             | 17M/20M/26M (P7)         | Mit neuer Karosserie und den Motoren des P5. Erstmals kam die Bezeichnung „Ford“ statt „Taunus“ vor. |      |
| 1972–1975                     | Consul                   | Sparversion des Granada, meist mit V4-Motor, und als Turnier größter seiner Klasse. Im Herbst 1975 gab Ford den Namen Consul auf, alle Versionen hießen nun Granada. |      |
| 1972–1977 850.000             | Granada ’72/’75          | Gemeinsamer Nachfolger der Ford 20M/26M (P7) und des britischen Ford Zephyr/Zodiac mit modernem Fahrwerk. Die Karosserievarianten umfassten zwei- und viertürige Limousine, ein Coupé und den praktischen Turnier. Im Herbst 1975 wurde die Front überarbeitet (weniger Chromzierrat). Außerdem waren nun auch Vierzylinder-Motoren im Angebot, nachdem der Consul eingestellt wurde. |      |
| 1977–1985 770.000             | Granada ’78/’82          | Der zweite Granada in geglätteter Form. Die Karosserievarianten beschränkten sich nun auf Limousine und Kombi. Das Coupé entfiel, sein Ersatz war die zweitürige Limousine. Im Spätsommer 1981 wurde der Granada überarbeitet und der Zweitürer verschwand damit auch. Anfang 1985 kam dann das Ende dieser Baureihe. |      |
| 1985–1994                     | Scorpio ’85              | Nachfolger des Granada. Klassenuntypisch wurde er lange Zeit nur als Schrägheckvariante gebaut, was den Verkauf nach anfänglich gutem Start im März 1985 trotz großzügigem Platzangebot und guter Sicherheitsausstattung nicht dauerhaft förderte. Ende 1989 folgte eine Stufenhecklimousine und erst Anfang 1992 die Kombiversion Turnier. |      |
| 1994–1998                     | Scorpio ’95              | Im Herbst 1994 folgte der neue Scorpio ’95 mit amerikanisch inspiriertem Design, wobei die Seitenlinie vom Vorgänger beibehalten wurde. Jedoch brachte nur der Kombi zufriedenstellende Verkaufszahlen, weshalb es bereits im Spätsommer 1997 zu einer Überarbeitung kam. Nach insgesamt knapp vier Jahren wurde der Scorpio im Sommer 1998 eingestellt und erhielt keinen Nachfolger mehr. |      |
| Coupé / Cabrio                |                          | |      |
| seit 1964                     | Mustang                  | Sportcoupé aus den USA. In Deutschland aus Rechtsgründen als T5 vertrieben (nur Import). Seit 2024 ist die siebte Generation erhältlich, die sich stilistisch an das Original von 1964 anlehnt. |      |
| 1967–1968 ca 2.200            | OSI-Ford 20 M TS         | Sportcoupé basierend auf der Technik Taunus P5 mit Gran-Turismo-Karosserie der Firma Officine Stampaggi Industriali, abgekürzt O.S.I. |      |
| 1968–1973 784.000             | Capri/Capri ’73          | Sportcoupé auf Basis der dritten Generation des Ford Cortina. Im Herbst 1972 folgte eine leichte Überarbeitung. |      |
| 1974–1977                     | Capri II/Capri II ’76    | Umgestalteter und technisch verbesserter Capri, nun mit großer Heckklappe. Ein leichtes Facelift folgte Mitte 1976. |      |
| 1978–1986                     | Capri II ’78             | Im Frühjahr 1978 modifizierte Ford das Sportcoupé umfassend. Es erhielt nun auch einen Einspritzmotor und eine Turbovariante mit Vergaser, die bis zu 138 kW (188 PS) leisteten. Ab Ende 1984 wurde der Capri nur noch in Großbritannien verkauft, lief aber bis Ende 1986 in Köln (als Rechtslenker) weiter vom Band. |      |
| 1983–1986 200                 | RS200                    | Homologationsmodell für die Gruppe B der Rallye-Weltmeisterschaft. 200 Einheiten waren für die Homologation nötig, gebaut wurden jedoch nur etwa 140 fahrfertige Einheiten. |      |
| 1988–1992                     | Probe ’89                | Ein Sportwagen, der zunächst nur auf dem US-Markt eingeführt wurde. Ab Ende 1990 exportierte Ford (USA) die Fahrzeuge auch nach Europa und stattete sie unter anderem mit gelben Blinkern aus. Der Probe '89 war ein Gemeinschaftsprodukt zwischen Ford und Mazda. Seine Basis war die Coupé-Version des Mazda 626 (Japan: Mazda MX-6). |      |
| 1992–1997                     | Probe ’93                | Zweite Auflage des US-Sportwagens, der ebenfalls auf dem MX-6 basierte. Im Angebot stand anfangs nur ein 2,5 Liter großer V6-Ottomotor, dem Ende 1993 ein Zweiliter-16V-Ottomotor folgte. |      |
| 1997–2001                     | Puma                     | Das kleine Coupé basiert auf dem Fiesta '96. Es waren drei Motoren von 1,4 bis 1,7 Litern Hubraum im Angebot. |      |
| 1998–2002 230.000             | Cougar                   | Sportcoupé auf Basis des Mondeo ’97. In den USA als Mercury, wegen des geringen Bekanntheitsgrades der Marke in Europa jedoch als Ford vertrieben. |      |
| Hochdachkombi                 |                          | |      |
| 2002–2013                     | Tourneo Connect          | Kombiversion des Lieferwagens mit langem Radstand und Hochdach. |      |
| seit 2013                     | Ford Tourneo Connect II  | Der Nachfolger des ersten Tourneo Connect wurde zu Jahresbeginn 2014 eingeführt und hat nun moderneres Design sowie modernere Motoren. |      |
| 2014–2023                     | Ford Transit Courier     | Kleiner Hochdachkombi, der trotz des Namens nicht auf dem Ford Transit und von diesem abgeleiteten Transit Custom basiert, sondern auf der Plattform des Fiesta und dem Minivan B-MAX. |      |
| seit 2022                     | Ford Tourneo Connect III | Im Herbst 2021 wurde eine neue Generation des Hochdachkombis vorgestellt. Fortan basiert er auf dem VW Caddy V. |      |
| seit 2023                     | Ford Transit Courier II  | Die zweite Generation der Baureihe basiert auf dem SUV Puma. |      |
| Kompaktvan                    |                          | |      |
| 2003–2010                     | Focus C-MAX              | Ein Kompaktvan auf Basis des Focus II, der bis zum 2007 erfolgten Facelift Focus C-Max hieß. |      |
| 2010–2019                     | C-MAX / Grand C-MAX ’10  | Zweite Generation des Kompaktvans, auch in einer größeren Version mit Schiebetüren hinten als Grand C-MAX erhältlich. Wie im Focus '11 halten auch im C-MAX die neuen EcoBoost-Motoren Einzug, die auch hier bis zu 134 kW leisten. |      |
| Van                           |                          | |      |
| 1995–2006                     | Galaxy ’95               | Großer Familien-Van, annähernd baugleich mit VW Sharan I und Seat Alhambra I. Das im Frühjahr 2000 durchgeführte Facelift brachte neue Frontscheinwerfer und Heckleuchten im Stil des New-Edge-Design. |      |
| 1995–2003                     | Windstar                 | Ein großer US-Van von Ford, der in Europa nur von 1998 bis 2002 vertrieben wurde. |      |
| 2006–2015                     | Galaxy ’06               | Die zweite Generation ist nun eine Ford-Eigenentwicklung im Kinetic-Design des Mondeo ’07. |      |
| 2006–2015                     | S-MAX                    | Der S-Max ist der kürzere, niedrigere und sportlichere Van im Vergleich zum Galaxy. Die erhältlichen Motoren sind identisch, es steht jedoch zusätzlich der 2,5-l-Fünfzylinder-Turbo aus dem Mondeo '07 mit 162 kW zur Verfügung. |      |
| 2015–2023                     | Galaxy ’15               | Die dritte Generation ist wieder eine Eigenentwicklung. 2019 wurde der Galaxy einem Facelift unterzogen. |      |
| 2015–2023                     | S-MAX                    | Die zweite Generation des S-MAX wurde 2015 eingeführt. 2019 wurde er optisch überarbeitet. |      |
| Geländewagen                  |                          | |      |
| 1993–1998                     | Maverick ’93             | Der erste Maverick war ein Geländewagen, der auf dem Nissan Terrano II basierte. |      |
| seit 1990                     | Explorer                 | Ein größerer Geländewagen, der von 1993 bis 2001 auch in Europa verkauft wurde. |      |
| seit 2021                     | Bronco ’21               | Der Bronco der sechsten Generation wird erstmals auch in Europa angeboten. |      |
| seit 1982                     | Ranger                   | Ein Pickup, der in den USA mit verändertem Design auftritt. Bisher sind vier Generationen des Ranger produziert worden. Die aktuelle Version kam 2022 auf den Markt. |      |
| Sports Utility Vehicle        |                          | |      |
| 2000–2007                     | Maverick ’01             | Im Herbst 2000 folgte die zweite Maverick-Generation, die nun als SUV klassifiziert wurde. Sie basierte auf dem nordamerikanischen Ford Escape I und teilte seine Plattform auch mit dem Mazda Tribute. |      |
| 2003–2022                     | EcoSport                 | Dieser Mini-SUV rollt bereits seit 2003 in Brasilien vom Band. Mitte 2014 kam die seit Frühjahr 2012 produzierte zweite Auflage auch in Europa auf den Markt. |      |
| 2008–2012                     | Kuga ’08                 | Ein SUV auf Focus-Basis. Er wurde in Köln entwickelt und in Saarlouis gebaut. |      |
| 2012–2019                     | Kuga ’13                 | Im März 2013 begann die Einführung der zweiten Generation des Kuga. Sie basiert auf der dritten Auflage des Ford Escape, der nur in den USA angeboten wird. |      |
| 2016–2020                     | Edge                     | Die zweite Generation des Ford Edge wurde zwischen 2016 und 2020 auch in Europa angeboten. |      |
| seit 2019                     | Puma                     | Seit September 2019 ist der Puma erhältlich. Er ist zwischen EcoSport und Kuga positioniert. |      |
| seit 2019                     | Kuga ’20                 | Seit September 2019 ist die dritte Generation des Kuga bestellbar. |      |
| seit 2019                     | Ford Explorer 6. Gen     | Großes SUV seit Ende 2019 wieder in Europa. Hier ausschließlich als PHEV. |      |
| seit 2020                     | Mustang Mach-E           | Batterieelektrisch angetriebenes SUV, das seit 2020 angeboten wird. |      |
| seit 2024                     | Explorer                 | Batterieelektrisch angetriebenes SUV, das auf dem MEB von Volkswagen aufbaut und seit 2024 in Köln produziert wird. |      |
| seit 2024                     | Capri                    | Batterieelektrisch angetriebenes SUV-Coupé, das auf dem MEB aufbaut und seit 2024 in Köln produziert wird. |      |